# العلاقات الفنزويلية الناوروية
العلاقات الفنزويلية الناوروية هي العلاقات الثنائية التي تجمع بين فنزويلا وناورو.

## مقارنة بين البلدين
هذه مقارنة عامة ومرجعية للدولتين:
| وجه المقارنة                                              | فنزويلا                                  | ناورو                          |
| --------------------------------------------------------- | ---------------------------------------- | ------------------------------ |
| المساحة (كم2)                                             | 916.45 ألف                               | 21                             |
| عدد السكان (نسمة)                                         | 28.87 مليون                              | 10.08 ألف                      |
| الكثافة السكانية (ن./كم²)                                 | 31.5                                     | 48.00 ألف                      |
| العاصمة                                                   | كاراكاس                                  | ضاحية يارين                    |
| اللغة الرسمية                                             | اللغة الإسبانية، لغة الإشارة الفنزويلية ‏ | اللغة الناورونية، لغة إنجليزية |
| العملة                                                    | بوليفار فنزويلي                          | دولار أسترالي                  |
| الناتج المحلي الإجمالي (بليون دولار)                      | 482.36 مليار                             | 113.88 مليون                   |
| الناتج المحلي الإجمالي (تعادل القوة الشرائية) بليون دولار |                                          | 162.98 مليون                   |
| الناتج المحلي الإجمالي الاسمي للفرد دولار أمريكي          |                                          | 9.83 ألف                       |
| الناتج المحلي الإجمالي للفرد دولار أمريكي                 |                                          |                                |
| مؤشر التنمية البشرية                                      | 0.762                                    |                                |
| رمز المكالمات الدولي                                      | +58                                      | +674                           |
| رمز الإنترنت                                              | .ve                                      | .nr                            |
| المنطقة الزمنية                                           | 00                                       | ت ع م+12:00                    |

## منظمات دولية مشتركة
يشترك البلدان في عضوية مجموعة من المنظمات الدولية، منها:
| علم المنظمة | اسم المنظمة                   | تاريخ انضمام فنزويلا | تاريخ انضمام ناورو |
| ----------- | ----------------------------- | -------------------- | ------------------ |
|             | يونسكو                        | 25 نوفمبر 1946       | 17 أكتوبر 1996     |
|             | الاتحاد البريدي العالمي       | ?                    | ?                  |
|             | منظمة الشرطة الجنائية الدولية | ?                    | ?                  |
|             | الأمم المتحدة                 | 15 نوفمبر 1945       | 14 سبتمبر 1999     |
|             | الاتحاد الدولي للاتصالات      | 13 أغسطس 1920        | 10 يونيو 1969      |
|             | منظمة حظر الأسلحة الكيميائية  | ?                    | ?                  |

## وصلات خارجية
- موقع وزارة الخارجية الفنزويلية